# Drăgușeni (Galați)
Drăgușeni es una comuna ubicada en el distrito de Galați, Rumania.

## Superficie
Posee una superficie de 93,55 kilómetros cuadrados.

## Demografía
Hasta 2021 la población era de 4456 habitantes, con una densidad de población de 47,63 habitantes por kilómetro cuadrado.